# ياكوفليف ياك-140
ياكوفليف ياك-140 (بالإنجليزية: Yakovlev Yak-140)‏ هي طائرة مقاتلة من صناعة ياكوفليف.